# Gonzalo Rodríguez (pilota automobilistico)
Gonzalo Rodríguez (Montevideo, 22 gennaio 1971 – Laguna Seca, 11 settembre 1999) è stato un pilota automobilistico uruguaiano.

## Carriera
Protagonista nella Formula 3000 Internazionale (nel 1999 vincitore della prova disputata a Monte Carlo), disputava nel corso della stessa stagione un paio di gare nella CART col team Penske. Dopo avere conquistato subito un punto all'esordio sul tracciato di Detroit, venne iscritto nella gara sul percorso di Laguna Seca. Durante le prove libere del sabato, Gonzalo arrivò troppo forte a causa di un guasto all’acceleratore che rimase bloccato, all'entrata della nota curva CorkScrew (la curva del Cavatappi) dove la macchina, nonostante una vistosa frenata, andò dritta finendo, a oltre 140 miglia orarie (225 km/h), contro un muro di protezione scarsamente protetto da una pila di gomme. La macchina, con una piroetta, ricadde nel boschetto retrostante. La scocca della macchina rimase integra ma il pilota uruguaiano morì sul colpo per le conseguenze della violentissima decelerazione subita nell'urto e la conseguente immediata frattura dell'osso alla base del collo.
Dopo l'incidente il Team Penske ritirò la vettura di Al Unser Jr. dalla competizione in segno di lutto, e il Team Astromega che lo schierava in Formula 3000 non iscrisse la sua monoposto all'ultima gara di campionato al Nürburgring.
Da quel momento, e in seguito al successivo incidente occorso a Greg Moore nel California Speedway, la CART decise di rendere obbligatorio il Sistema HANS, un dispositivo di protezione che impedisce alla testa del pilota di subire le forze d'inerzia delle violente decelerazioni connesse agli urti, in grado di produrre gravi danni alle vertebre e all'osso del collo.
Successivamente, le stesse misure precauzionali sono state adottate anche in Formula 1.